# Simone Biasci
Simone Biasci (Pontedera, Toscana, 6 d'abril de 1970) és un ciclista italià, que fou professional entre 1992 i 1997, encara que després continuà competint en equips amateurs.
En el seu palmarès destaca una victòria d'etapa a la Volta a Espanya de 1994 i dues a la Volta a Catalunya del mateix any.

## Palmarès
- 1990
  - 1r al Gran Premi de la indústria i el comerç artesanal de Carnago
  - 1r a la Gara Ciclistica Montappone
  - 1r a la Targa Crocifisso
- 1991
  - Vencedor d'una etapa de la Cursa de la Pau
- 1992
  - 1r al Gran Premi Indústria del Marbre
- 1993
  - Vencedor d'una etapa de la West Virginia Classic
- 1994
  - Vencedor d'una etapa de la Volta a Espanya
  - Vencedor de 2 etapes de la Volta a Catalunya
- 1996
  - Vencedor d'una etapa de la Euskal Bizikleta
  - Vencedor d'una etapa de la Volta a Astúries
- 1997
  - Vencedor d'una etapa de la Ruta Mèxic
- 2003
  - Vencedor d'una etapa de la Volta a Cuba
- 2004
  - Vencedor d'una etapa de la Volta a Tunísia
- 2005
  - Vencedor d'una etapa de la Volta a Cuba
- 2006
  - Vencedor d'una etapa de la Volta a Cuba

### Resultats al Tour de França
- 1996. 126è de la classificació general

### Resultats a la Volta a Espanya
- 1994. Abandona (9a etapa). Vencedor d'una etapa
- 1995. Abandona (8a etapa)

### Resultats al Giro d'Itàlia
- 1997. Abandona (6a etapa)